# Dolichocybaeus ashikitaensis
Dolichocybaeus ashikitaensis är en spindelart som beskrevs av Komatsu 1968. Dolichocybaeus ashikitaensis ingår i släktet Dolichocybaeus och familjen vattenspindlar. Inga underarter finns listade i Catalogue of Life.